# Limnebius levantinus
Limnebius levantinus är en skalbaggsart som beskrevs av Manfred A. Jäch 1993. Limnebius levantinus ingår i släktet Limnebius och familjen vattenbrynsbaggar. Inga underarter finns listade i Catalogue of Life.